# Angels in America (opéra)
Pour les articles homonymes, voir Angels in America (homonymie).
Angels in America est un opéra du compositeur hongrois Péter Eötvös sur un livret de Mari Mezei, créé en 2004 à Paris. L'histoire est adaptée de la pièce homonyme de Tony Kushner de 1991, Angels in America.

## Historique
Angels in America est le troisième opéra de Péter Eötvös, composé entre 2002 et 2004 ; la commande émane du théâtre du Châtelet. Il est l'adaptation par Mari Mezei de la pièce du dramaturge américain, Tony Kushner, originellement d'une durée de sept et réduite, mais qui conserve la structure chronologique de la pièce.
Angels in America est créé le 28 novembre 2004 au théâtre du Châtelet à Paris pour quatre représentations, sous la direction du compositeur et dans une mise en scène de Philippe Calvario et des décors de Richard Peduzzi. L'opéra est bien accueilli par le public le soir de sa création.
Le livret est par la suite révisé en 2008 et 2012 par la librettiste. Il est représenté en 2008 au Barbican Centre de Londres sous la direction de David Robertson avec l'orchestre symphonique de la BBC et mis en scène par David Gately. Angels in America est produit en 2017 au Rose Theatre  de New York (New York City Opera), dirigé par Pacien Mazzagatti et mis en scène par Sam Helfrich. L'opéra est monté en 2018 au théâtre de Münster sous la direction du compositeur et dans une mise en scène de Carlos Wagner et l'année suivante à l'université des arts de Berlin sous la direction de Christian Schumann et à Budapest lors du Café Budapest Contemporary Arts Festival (en) avec le Neue Oper Wien (de) au Müpa Budapest, dans une mise en scène de Matthias Oldag et sous la direction du compositeur.

## Description
Angels in America est un opéra en deux parties en anglais d'une durée d'environ deux heures et vingt minutes. L'effectif dans la fosse prévoit également un ensemble de seize instrumentistes solistes plus trois vocalistes, et ses inspirations vont de la musique américaine populaire (jazz, pop, folk) à des bruitages accompagnant l'action sur la scène. Le chant se rapproche de la forme du chanté-parlé avec un grand nombre de passages déclamés en opposition le reste du temps avec une forme de récitatifs modernes, hormis le rôle de l'Ange qui emploie des sonorités proches du gospel. Par ailleurs, un système d'électronique musicale permet d'amplifier les voix et ainsi renforcer la clarté des textes chantés.

### Rôles
Les rôles d'Angels in America sont les suivants, :
| Rôle                                                         | Tessiture     | Créateur          |
| ------------------------------------------------------------ | ------------- | ----------------- |
| Prior Walter                                                 | baryton       | Daniel Belcher    |
| L'Ange, La voix                                              | soprano       | Barbara Hendricks |
| Harper Pitt, Ethel Robinson, L'Ange Antartica                | soprano       | Julia Migenes     |
| Rabbi Chemelwitz, Henry, Hannah Pitt, L'Ange Asiatica        | mezzo-soprano | Roberta Alexander |
| Louis Ironson, L'Ange Oceania                                | ténor         | Topi Lehtipuu     |
| Jœ Pitt, Prior 2, L'Ange Europa                              | baryton       | Omar Ebrahim      |
| Roy Cohn, Prior 1, L'Ange Australia                          | baryton-basse | Donald Maxwell    |
| Monsieur Bobards, La Femme du Bronx, Belize, L'Ange Africani | contreténor   | Derek Lee Ragin   |

### Instrumentation
L'instrumentation d'Angels in America comprend l'effectif détaillé suivant :
- Vents : flûte, clarinette ;
- cuivres : 2 saxophones, trompette, trombone ;
- 2 percussionnistes, 2 pianos, guitare ;
- cordes : 6 violons, 4 altos, 3 violoncelles, 2 contrebasses.